# Jenny Doetjes
Jenny Sandra Doetjes (24 december 1965) is een gewoon hoogleraar semantiek en taalvariatie aan de Universiteit Leiden.

## Biografie
Doetjes publiceerde vanaf 1992 over semantiek in vakbladen. In 1997 promoveerde zij te Leiden op Quantifiers and selection. On the distribution of quantifying expressions in French, Dutch and English. Tussen 1999 en 2005 werkte ze voor NWO als postdoc aan het project Focus on French. Van 2006 tot 2011 werkte ze bij NWO als eerste onderzoeker voor het project Degrees across Categories wat resulteerde in onder andere twee dissertaties. Op 25 februari 2017 werd zij benoemd tot gewoon hoogleraar semantiek en taalvariatie aan de Leidse universiteit. Haar oratie hield zij in 2018 onder de titel Over eenheid en verscheidenheid in taal. Doetjes heeft tientallen publicaties op haar naam staan, al dan niet gepubliceerd met anderen. Zij werkte ook mee aan diverse congresbundels en aan enkele jaarboeken Linguistics in the Netherlands.
Prof. dr. J.S. Doetjes werkt met name op het gebied van Franse linguïstiek en begeleidde vele bachelor- en masterscripties.